# Karen Carpenter
Karen Anne Carpenter (New Haven, 2 de março de 1950 — Downey, 4 de fevereiro de 1983) foi uma cantora e baterista norte-americana que, junto com seu irmão mais velho Richard, fez parte da dupla Carpenters. Ela foi elogiada por seus vocais contralto, além de suas habilidades de bateria terem sido vistas positivamente por outros músicos e críticos.
Em 1963, Carpenter se mudou com a família de sua cidade natal para Downey, Califórnia. Ela começou a estudar bateria na escola e ingressou no coral da Universidade do Estado da Califórnia em Long Beach depois de se formar.
Inicialmente, Carpenter era a baterista em tempo integral da banda, mas gradualmente assumiu o papel de vocalista, pois a bateria foi reduzida a um punhado de apresentações ao vivo ou faixas de álbuns. Após vários anos de turnê e gravação, os Carpenters assinaram contrato com a A&M Records em 1969, alcançando sucesso comercial e crítico ao longo dos anos 1970 — durante um hiato, no final dos anos 70, Karen gravou um álbum solo, que foi lançado anos após sua morte.
Carpenter sofria de anorexia nervosa, que era pouco conhecida na época. Ela morreu aos 32 anos de insuficiência cardíaca causada por complicações relacionadas à sua doença. Sua morte levou a uma maior visibilidade e consciência sobre os distúrbios alimentares. Seu trabalho continua atraindo elogios, inclusive sendo listado entre os 100 maiores cantores de todos os tempos da Rolling Stone.

## Primeiros anos
Karen Anne Carpenter nasceu em 2 de março de 1950, no Grace New Haven Hospital, em New Haven, Connecticut. Era filha de Agnes Reuwer (nascida Tatum, 5 de março de 1915 — 10 de novembro de 1996) e Harold Bertram Carpenter (8 de novembro de 1908 — 15 de outubro de 1988). Harold nasceu em Wuzhou, China, onde seus pais eram missionários, e foi educado em internatos na Inglaterra antes de encontrar trabalho no ramo de impressão.
O único irmão de Carpenter, Richard, três anos mais velho que Karen, desenvolveu um interesse pela música desde cedo, tornando-se um prodígio do piano. As primeiras palavras de Karen foram "tchau" e "pare com isso" - a última falada em resposta a Richard. Ela gostava de dançar e aos quatro anos estava matriculada em aulas de sapateado e balé.
A família mudou-se em junho de 1963 para o subúrbio de Downey, no Condado de Los Angeles, depois que Harold recebeu uma oferta de emprego de um ex-parceiro de negócios. Carpenter entrou na Downey High School em 1964, aos 14 anos, e era um ano mais jovem do que seus colegas de classe. Ela entrou para a banda da escola, inicialmente para evitar participar das aulas de ginástica. Bruce Gifford (o maestro que já havia ensinado seu irmão mais velho) deu a ela o glockenspiel, um instrumento de que ela não gostava. Após admirar a atuação de seu amigo e colega de classe, o baterista Frankie Chavez (que tocava desde pequeno e idolatrava o baterista de jazz Buddy Rich), ela perguntou se poderia tocar também.
Carpenter queria uma bateria Ludwig porque era usada por seus bateristas favoritos, Joe Morello e Ringo Starr. Chávez convenceu sua família a comprar para ela um kit Ludwig de 300 dólares (o equivalente a 2 500 dólares em 2019) e começou a ensinar-lhe. Seu entusiasmo pela bateria levou-a a aprender a tocar linhas complicadas e estudar a diferença entre a pegada tradicional e a combinada. Em um ano, ela poderia tocar em compassos complexos, como o 5/4 em Take Five de Dave Brubeck.
Carpenter estava inicialmente nervosa em se apresentar em público, mas disse que "estava muito envolvida com a música para se preocupar com isso". Ela se formou na Downey High School na primavera de 1967, recebendo o John Philip Sousa Band Award, e matriculou-se em música na Universidade do Estado da Califórnia em Long Beach, onde se apresentou no coro da faculdade com Richard. O diretor do coro, Frank Pooler, disse que Karen tinha uma boa voz que era particularmente adequada ao pop e deu-lhe aulas para que ela desenvolvesse um alcance de três oitavas.

## Carreira

### Carpenters

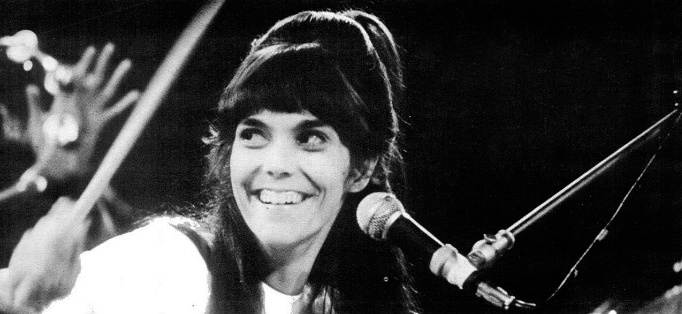
Carpenter tocando bateria no palco, início dos anos 1970

A primeira banda de Carpenter foi a Two Plus Two, um trio feminino formado por amigas da Downey High. Elas se separaram depois que ela sugeriu que seu irmão Richard se juntasse ao grupo. Em 1965, Karen, Richard e seu amigo de faculdade Wes Jacobs, baixista e tocador de tuba, formaram o Richard Carpenter Trio. A banda ensaiava diariamente, tocava jazz em boates e também apareceu no programa de talentos da televisão Your All-American College Show. Richard ficou imediatamente impressionado com o talento musical de sua irmã, dizendo que ela "manobrava rapidamente as baquetas como se tivesse nascido em uma fábrica de tambores". Ela não cantava nessa época, tendo a cantora Margaret Shanor participado de alguns números. O trio assinou um contrato com a RCA Records e gravou dois instrumentais, mas eles não foram lançados.
Em abril de 1966, os Carpenters foram convidados a fazer um teste com o baixista Joe Osborn, conhecido por fazer parte do coletivo de músicos de estúdio The Wrecking Crew. Embora inicialmente se esperasse que ela fosse apenas a baterista, Karen tentou cantar e impressionou a todos com sua voz característica. Osborn assinou um contrato de gravação com ela para seu selo, Magic Lamp Records — ele não estava particularmente interessado no envolvimento de Richard.
Em 1967, Jacobs deixou o trio para estudar na Juilliard School e os irmãos Carpenter estavam ansiosos para experimentar outros estilos musicais. Junto com outros músicos, incluindo Gary Sims e John Bettis, os irmãos formaram o grupo Spectrum, que se concentrou em um som vocal harmonioso e gravou muitas fitas demo no estúdio de garagem de Osborn, trabalhando em como fazer overdub de vozes em fita multitrack — muitas dessas fitas foram rejeitadas pelas gravadoras. O grupo teve dificuldade em atrair seguidores ao vivo, pois seu som era muito diferente do hard rock e rock psicodélico, gêneros que eram mais populares em clubes.
A A&M Records finalmente assinou com os Carpenters um contrato de gravação em 1969. Karen começou como baterista e covocalista do grupo, e  originalmente cantava todos os seus vocais por trás da bateria —  ela cantou a maioria das canções do primeiro álbum da banda, Offering (mais tarde renomeado Ticket to Ride). Seu irmão escreveu dez das treze canções do álbum e cantou em cinco delas. As faixas de abertura e encerramento foram cantadas por ambos os irmãos em uníssono. Além da bateria, Karen tocou baixo em duas músicas, "All of My Life" e "Eve", sob a orientação de Osborn. Em "All I Can Do", ela tocou em 5/4, enquanto "Your Wonderful Parade" apresentava vários overdubs de caixa e bumbo para emular o som de uma banda marcial. A faixa Ticket to Ride, um cover dos Beatles que mais tarde se tornou a faixa-título do álbum, foi lançada como o primeiro single dos Carpenters, tendo alcançado a posição 54 na Billboard Hot 100. Seu álbum seguinte, Close to You, de 1970, apresentou dois singles de sucesso: (They Long to Be) Close to You e We've Only Just Begun. Eles alcançaram a primeira e a segunda colocação, respectivamente, no Hot 100.
Como ela tinha apenas 1,63 m de altura, era difícil para as pessoas na plateia verem Karen atrás de seu kit. Depois que as críticas reclamaram que o grupo não tinha foco em shows ao vivo, Richard e o empresário Sherwin Bash persuadiram-na a ficar ao microfone para cantar os sucessos da banda, enquanto outro músico tocava bateria (o antigo Mouseketeer da Disney Cubby O'Brien serviu como o outro baterista da banda por muitos anos). Ela inicialmente teve dificuldades em apresentações ao vivo, cantando solo, pois se sentia mais segura atrás da bateria. Após o lançamento de Now & Then, em 1973, os álbuns tendiam a ter Carpenter cantando mais e tocando menos bateria o que a tornou o ponto focal de todos os discos e apresentações ao vivo — Bash disse que "ela era aquela a quem as pessoas assistiam". Começando com a turnê de shows dos Carpenters em 1976 e continuando depois disso, ela realizaria um showcase no qual se movia pelo palco tocando várias configurações de bateria. Seus desempenho no estúdio beneficiou-se da microfonação, que capturou bem as nuances de sua voz. Embora tivesse um alcance de três oitavas, muitos dos sucessos da dupla destacam seu canto contralto baixo, levando-a a zombar: "O dinheiro está no porão".
Carpenter sempre se considerou uma "baterista que cantava". Ela preferia Ludwig Drums, incluindo a caixa Ludwig SuperSensitive, que ela preferia muito. No entanto, ela não tocou bateria em todas as gravações dos Carpenters. Ela foi a única baterista em Ticket to Ride e Now & Then, exceto em Jambalaya. De acordo com Hal Blaine, Karen tocou em muitos dos cortes do álbum e ele tocou na maioria das sessões de estúdio dos Carpenters quando ela não tocava bateria. Mas Karen foi informada sobre o envolvimento de Blaine e ela aprovou, com base no fato de que ela e Richard queriam singles de sucesso. A dupla ficou feliz por Blaine assumir o papel no estúdio, já que ele era um músico respeitado e era mais fácil gravar o vocal guia de Carpenter sem derramar nos microfones de bateria. Blaine elogiou as habilidades de Karen na bateria, mas acreditava que sua maior força era como vocalista e considerou-se mais apto a trabalhar em um estúdio de gravação, o que exigia uma abordagem diferente daquela de uma apresentação no palco. No Made in America, Karen tocou percussão em These Good Old Dreams em conjunto com Paulinho da Costa e tocou bateria na música "When it's Gone (It's Just Gone)" em uníssono com Larrie Londin.
Em meados da década de 1970, Richard Carpenter desenvolveu um vício em metaqualona. Os Carpenters frequentemente cancelavam as datas da turnê, e pararam de fazer turnê depois do show de 4 de setembro de 1978 no MGM Grand em Las Vegas. Em 1980, Karen executou um medley de padrões em um dueto com Ella Fitzgerald no programa de televisão dos Carpenters Music, Music, Music. Em 1981, após o lançamento do álbum Made in America (que acabou sendo o último), os Carpenters retornaram ao palco e fizeram algumas turnês promocionais, incluindo uma aparição no programa Nationwide da BBC.
Em abril de 1982, Carpenter gravou Now — sua última música. Embora Richard estivesse preocupado com a saúde dela, ele ainda achava que sua voz soava tão boa como sempre.

### Solo
Carpenter lançou seu primeiro disco solo, "Looking for Love" / "I'll Be Yours", em 1967 pelo selo Magic Lamp de Osborn. Apenas 500 cópias foram prensadas e a etiqueta dobrada logo depois.
Em 1979, enquanto Richard tirou um ano de folga para tratar seu vício, Karen fez um álbum solo com o produtor Phil Ramone. As sessões produziram música diferente do material usual dos Carpenters, tendendo mais para o disco e os números up-tempo, com letras mais maduras e aproveitando ao máximo o registro vocal superior de Karen. O álbum teve uma resposta morna de Richard e executivos da A&M no início de 1980 e foi arquivado pelo coproprietário da A&M Records, Herb Alpert, apesar das tentativas do produtor Quincy Jones de convencê-lo a lançar o disco solo após um remix.
Posteriormente, a gravadora cobrou de Carpenter 400 mil dólares para cobrir o custo de gravação de seu álbum não lançado, a ser pago com os royalties futuros da dupla. Uma parte do álbum solo foi lançada comercialmente em 1989, quando algumas de suas faixas (como remixadas por Richard) foram incluídas no álbum Lovelines, o álbum final de material inédito dos Carpenters. Em 1996, o álbum solo completo, intitulado Karen Carpenter, foi finalmente lançado.

## Vida pessoal
Carpenter tinha um relacionamento complicado com seus pais. Eles esperavam que os talentos musicais de Richard fossem reconhecidos e que ele entrasse no mundo da música, mas não estavam preparados para o sucesso de Karen. Ela continuou a morar com eles até 1974. Em 1976, Carpenter comprou dois apartamentos em Century City que ela combinou em um — a campainha tocava as notas de abertura de We've Only Just Begun. Ela colecionava produtos da Disney e gostava de jogar softball e beisebol. Enquanto crescia, ela jogava beisebol com outras crianças na rua e era escolhida antes do irmão para jogar. Ela estudou as estatísticas do beisebol com cuidado e se tornou uma fã do New York Yankees. No início da década de 1970, ela se tornaria a arremessadora de um time de softball famoso.
Petula Clark, Olivia Newton-John e Dionne Warwick eram suas amigas íntimas. Enquanto ela desfrutava do sucesso como baterista feminina no que era principalmente uma ocupação masculina, Carpenter não apoiava o movimento de libertação das mulheres, dizendo que acreditava que uma esposa deveria cozinhar para seu marido e que, quando casada, era isso que planejava fazer.
Nas primeiras entrevistas, Carpenter não demonstrou interesse em casamento ou namoro, acreditando que um relacionamento não sobreviveria a constantes turnês, acrescentando: "enquanto estivermos na estrada a maior parte do tempo, eu nunca me casarei". Em 1976, ela disse que o mundo da música tornava difícil conhecer pessoas e que ela se recusava a se casar com alguém por causa disso. Carpenter admitiu a Olivia Newton-John que ansiava por um casamento e uma família felizes.
Mais tarde, ela namorou vários homens notáveis, incluindo Mike Curb, Tony Danza, Terry Ellis, Mark Harmon, Steve Martin e Alan Osmond.  Depois de um romance turbulento, ela se casou com o desenvolvedor imobiliário Thomas James Burris, em 31 de agosto de 1980, no Crystal Room do The Beverly Hills Hotel. Burris, divorciado e com um filho de 18 anos, era nove anos mais velho que ela. Uma nova música que ela cantou na cerimônia, "Because We Are in Love", foi lançada em 1981. O casal se estabeleceu em Newport Beach.
Carpenter queria filhos desesperadamente, mas Burris havia se submetido a uma vasectomia e se recusou a fazer uma operação para reverter isso. O casamento deles não sobreviveu a esse desacordo e terminou após 14 meses. Burris estava vivendo além de suas posses, pegando emprestado até  50 mil dólares (o equivalente a 141 mil dólares em 2019) de sua esposa, a ponto de supostamente terem sobrado para ela apenas ações e títulos. Os amigos de Carpenter também indicaram que ele era abusivo com ela, muitas vezes sendo impaciente — eles afirmaram que ela permanecia com medo quando ele ocasionalmente perdia a paciência. Karen Kamon, uma amiga próxima, contou um incidente em que ela e Carpenter foram ao seu ponto de encontro normal, Hamburger Hamlet, e Carpenter parecia estar emocionalmente distante, sentada não em sua mesa normal, mas no escuro, usando grandes óculos escuros, incapaz de comer e chorar. De acordo com Kamon, o casamento foi "a gota d'água que quebrou as costas do camelo. Foi absolutamente a pior coisa que poderia ter acontecido com ela".
Em setembro de 1981, Carpenter revisou seu testamento e deixou seu lar conjugal e seu conteúdo para Burris, mas deixou todo o resto para seu irmão e pais, incluindo sua fortuna estimada em 5-10 milhões de dólares (entre 14 milhões de dólares e 28 milhões de dólares em 2019). Dois meses depois, após uma discussão depois de um jantar em família em um restaurante, Carpenter e Burris se separaram. Carpenter pediu o divórcio em 28 de outubro de 1982, enquanto estava no Hospital Lenox Hill.

## Doença e morte
Carpenter começou a fazer dieta durante o ensino médio. Sob a orientação de um médico, ela começou a dieta de Stillman, comendo alimentos magros, bebendo oito copos de água por dia e evitando alimentos gordurosos. Ela reduziu seu peso para 54 kg e manteve-se aproximadamente com esse peso até por volta de 1973, quando a carreira dos Carpenters atingiu o auge. Naquele ano, ela viu uma foto sua em um show em que sua roupa a fazia parecer gorda. Ela contratou um treinador pessoal, que a aconselhou a mudar sua dieta. A nova dieta fez com que ela ganhasse músculos, o que a fazia se sentir mais pesada em vez de magra. Carpenter despediu o treinador e começou seu próprio programa de perda de peso usando equipamento de exercícios e contando calorias. Ela perdeu cerca de 9 kg e pretendia perder mais cinco libras. Seus hábitos alimentares também mudaram nessa época; ela tentava tirar a comida de seu prato oferecendo um pouco a outras pessoas com quem estava jantando.
Em setembro de 1975, Carpenter pesava 41 kg. Em apresentações ao vivo, os fãs reagiram com surpresa à sua aparência esquelética, e muitos escreveram para a dupla para perguntar o que estava errado. Ela se recusou a comentar publicamente sobre seu estado de saúde. Em sua aparição nacional em 1981, simplesmente disse que estava "exausta". Richard declarou mais tarde que ele e seus pais não sabiam como ajudá-la. Em 1981, Karen disse a Richard que havia um problema e que ela precisava de ajuda. Carpenter falou com Cherry Boone, que havia se recuperado da anorexia, e contatou o médico de Boone para obter ajuda. Ela esperava encontrar uma solução rápida para seu problema, pois tinha obrigações de realizar e registrar, mas o médico disse que o tratamento poderia durar de um a três anos. Ela então escolheu ser tratada na cidade de Nova Iorque pelo psicoterapeuta Steven Levenkron.
No final de 1981, Carpenter estava usando medicação de substituição da tireoide, que ela obteve usando o nome de Karen Burris, para aumentar seu metabolismo. Ela usou a medicação em conjunto com o aumento do consumo de laxantes (até 80–90 comprimidos por noite), nos quais confiava há muito tempo, o que fazia com que os alimentos passassem rapidamente por seu trato digestivo. Apesar do tratamento de Levenkron, incluindo o confisco de medicamentos que Karen havia usado indevidamente, sua condição continuou a piorar e ela perdeu mais peso. Carpenter disse a Levenkron que ela se sentia tonta e que seu coração estava batendo irregularmente. Finalmente, em setembro de 1982, ela foi internada no Hospital Lenox Hill em Nova Iorque, onde foi colocada sob nutrição parenteral intravenosa. O procedimento foi bem-sucedido e ela ganhou algum peso em um tempo relativamente curto, mas isso colocou uma pressão sobre seu coração, que já estava fraco por anos de dieta inadequada. Ela manteve um peso relativamente estável pelo resto da vida.
Carpenter voltou para a Califórnia em novembro de 1982 determinada a revigorar sua carreira, finalizar seu divórcio e começar um novo álbum com Richard. Em 17 de dezembro, ela fez sua última apresentação como cantora na sala multifuncional da Escola Buckley em Sherman Oaks, Califórnia, cantando canções de Natal para seus afilhados, seus colegas de classe e outros amigos. Em 11 de janeiro de 1983, fez sua última aparição pública em um encontro de vencedores do Grammy, que estavam comemorando o 25.º aniversário da premiação. Ela parecia um pouco frágil e esgotada, mas de acordo com Dionne Warwick, era vibrante e extrovertida, exclamando: "Olhe para mim! Eu tenho uma bunda!" Ela também começou a escrever canções após retornar à Califórnia e disse Warwick que ela tinha "muito pela frente".
Em 1.º de fevereiro de 1983, Carpenter viu seu irmão pela última vez e discutiu novos planos para os Carpenters e a retomada da turnê. Três dias depois, em 4 de fevereiro, Carpenter assinaria os papéis finais oficializando seu divórcio. Pouco depois de acordar naquele dia, ela desmaiou em seu quarto na casa de seus pais em Downey. Os paramédicos encontraram seu coração batendo uma vez a cada 10 segundos. Ela foi declarada morta no PIH Health Hospital - Downey às 9:51 da manhã.
O funeral de Carpenter foi realizado em 8 de fevereiro de 1983, na Downey United Methodist Church. Aproximadamente mil enlutados compareceram, incluindo seus amigos Dorothy Hamill, Olivia Newton-John, Petula Clark e Dionne Warwick. Seu ex-marido, Thomas Burris, também compareceu e colocou sua aliança de casamento em seu caixão. Carpenter foi enterrada no Forest Lawn Memorial Park em Cypress, Califórnia. Em 2003, seu corpo foi removido para ser colocado com seus pais em um mausoléu no Pierce Brothers Valley Oaks Memorial Park em Westlake Village, Califórnia.
Uma autópsia divulgada em 11 de março de 1983 descartou overdose de drogas, atribuindo a morte a "cardiotoxicidade pela emetina devido a ou como consequência de anorexia nervosa". Descobriu-se que Carpenter tinha um nível de açúcar no sangue de 1 110 miligramas por decilitro, mais de dez vezes a média. Dois anos depois, o legista disse aos colegas que a insuficiência cardíaca de Carpenter foi causada pelo uso repetido de xarope de ipecacuanha, um emético de venda livre frequentemente usado para induzir vômito em casos de overdose ou envenenamento. Isso foi contestado por Levenkron, que disse que nunca soube que ela usava ipecacuanha e que não tinha visto evidências de que ela estava vomitando. Os amigos de Carpenter estavam convencidos de que ela havia abusado de laxantes e medicamentos para a tireoide para manter o baixo peso corporal e pensaram que isso começou depois que seu casamento começou a desmoronar.

## Legado
"Este é um dia triste, mas ao mesmo tempo muito especial e lindo para mim e minha família. Meu único pesar é que Karen não está fisicamente aqui para compartilhar isso conosco, mas sei que ela está muito viva em nossas mentes e em nossos corações".

Richard Carpenter falando na Calçada da Fama de Hollywood, 1983
O canto de Carpenter atraiu elogios da crítica e influenciou vários músicos e cantores importantes, incluindo Madonna, Sheryl Crow, Pat Metheny, Kim Gordon do Sonic Youth, Shania Twain, Natalie Imbruglia e K. d. lang. Paul McCartney disse que ela tinha "a melhor voz feminina do mundo: melódica, melodiosa e distinta". Ela foi chamada de "uma das maiores vozes de nossa vida" por Elton John. Sua bateria foi elogiada por outros músicos, tais como Hal Blaine, Cubby O'Brien e Buddy Rich, e pela revista Modern Drummer. Em 1975, foi eleita a melhor baterista de rock em uma enquete dos leitores da Playboy, batendo John Bonham, da Led Zeppelin.

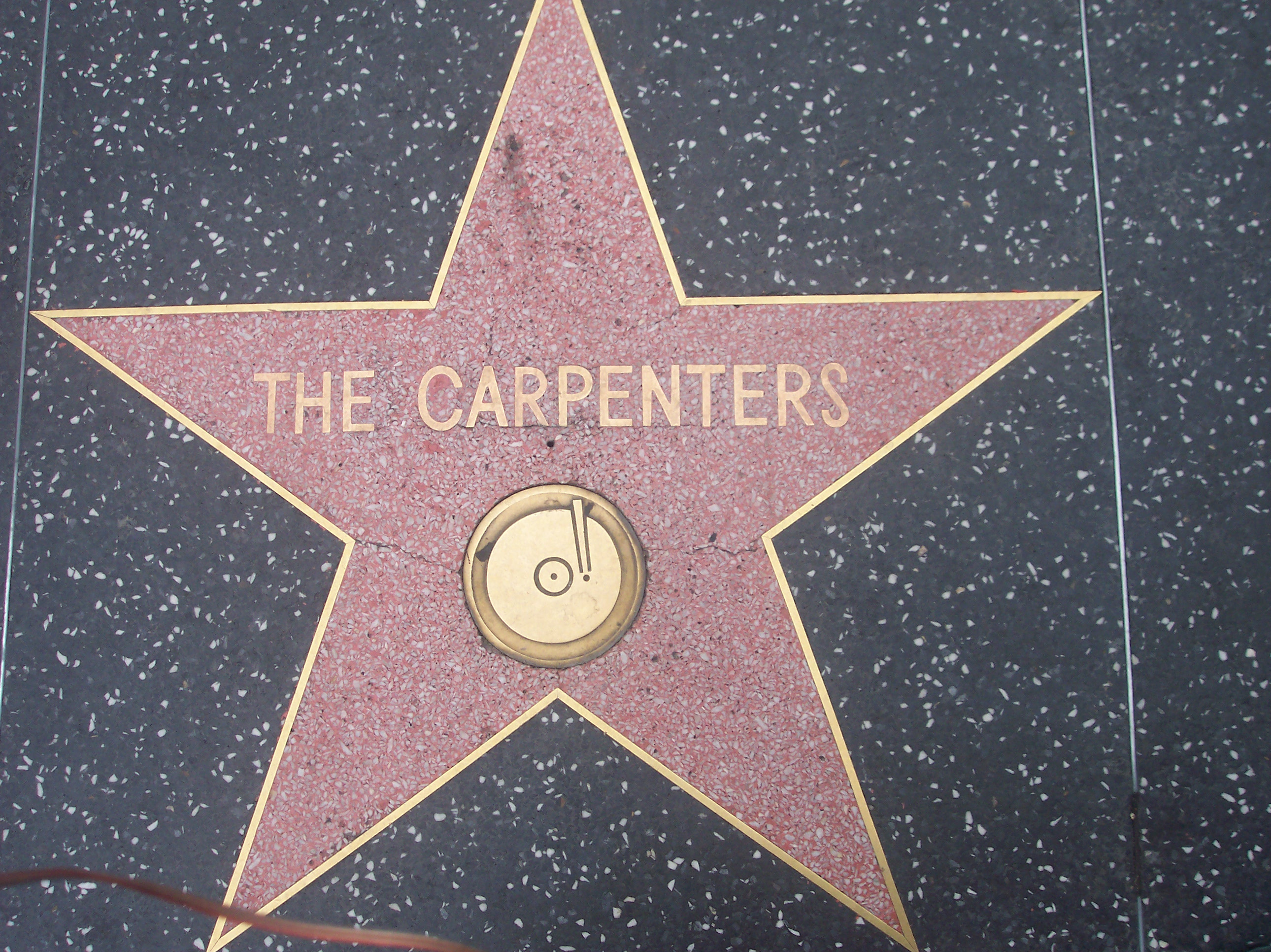
A estrela dos Carpenters na Calçada da Fama de Hollywood

Em 12 de outubro de 1983, logo após sua morte, os Carpenters receberam uma estrela na Calçada da Fama de Hollywood. Em 1999, o VH1 classificou Carpenter em 29.º lugar em sua lista das 100 maiores mulheres do rock and roll. Em 2010, a Rolling Stone classificou-a em no número 94 em sua lista dos 100 Maiores Cantores de Todos os Tempos, chamando sua voz de "impossivelmente exuberante e quase chocantemente íntima", acrescentando "até mesmo as canções mais melosas soam como se ela estivesse olhando diretamente em seus olhos".
A morte de Carpenter chamou a atenção da mídia para doenças como a anorexia nervosa - a condição não era amplamente conhecida de antemão. Sua família fundou a Fundação Memorial Karen A. Carpenter, que arrecadou dinheiro para pesquisas sobre anorexia nervosa e outros transtornos alimentares.
Carpenter é conhecida pelos fãs como "Irmã Líder". Isso se originou de uma pronúncia incorreta de "vocalista" por um jornalista japonês em 1974, e mais tarde ela usou uma camiseta com o apelido durante os shows ao vivo.

## Biografias
Um filme de 43 minutos intitulado Superstar: The Karen Carpenter Story, dirigido por Todd Haynes, foi lançado em 1987 e apresentava bonecas Barbie como personagens. Foi retirado de circulação em 1990, depois que Haynes perdeu um processo de violação de direitos autorais movido por Richard Carpenter. O título do filme deriva do sucesso de 1971 dos Carpenters, "Superstar". Ao longo dos anos, ele se tornou um filme cult e foi incluído na lista dos 50 melhores filmes cult de 2003 da Entertainment Weekly.
Em primeiro de janeiro de 1989, o filme feito para a TV de mesmo título, The Karen Carpenter Story, foi ao ar na CBS com Cynthia Gibb no papel-título. Gibb sincronizou os lábios com a voz gravada de Carpenter, com exceção de "The End of the World". Ambos os filmes usam a música This Masquerade no fundo, enquanto mostram o casamento de Carpenter com Burris. O filme ajudou a reviver a posição crítica dos Carpenters e aumentou a popularidade de sua música.
Richard Carpenter ajudou na produção dos documentários Close to You: Remembering the Carpenters (1997) e Only Yesterday: The Carpenters Story (2007). Randy Schmidt escreveu uma biografia sobre Carpenter intitulada Little Girl Blue, publicada em 2010, que incluía um prefácio de Warwick. Ele fornece uma perspectiva diferente das outras biografias oficialmente endossadas e foi baseado em entrevistas com outros amigos e associados. O The New York Times disse que o livro foi "um dos contos mais tristes do pop".

### Homenagens
Um álbum de versões covers em tributo aos Carpenters, intitulado If I Were a Carpenter, foi lançado em 1995, com participação de bandas como Sonic Youth, The Cranberries e Dishwalla.

## Discografia

### Álbuns de estúdio
- Offering (posteriormente reeditado como Ticket to Ride) (1969)[114]
- Close to You (1970)[47]
- Carpenters (1971)[47]
- A Song for You (1972)[47]
- Now & Then (1973)[47]
- Horizon (1975)[47]
- A Kind of Hush (1976)[47]
- Passage (1977)[47]
- Christmas Portrait (1978)[47]
- Made in America (1981)[47]

### Álbuns póstumos
- Voice of the Heart (1983)[47]
- An Old-Fashioned Christmas (1984)[47]
- Lovelines (1989)[47]
- As Time Goes By (2001/2004)[47]

### Álbum solo
- Karen Carpenter (1996)[47]